# Institut Nacional d'Estadística d'Espanya
|  | «Institut Nacional d'Estadística» redirigeix aquí. Vegeu-ne altres significats a «Institut Nacional d'Estadística (desambiguació)». |

L'INE o Institut Nacional d'Estadística és l'organisme oficial espanyol, encarregat de recopilar les estadístiques demogràfiques, socials i econòmiques així com planificar, aixecar i analitzar el cens de la població. Cada vegada que hi ha eleccions, elabora el cens electoral, que conté totes les persones amb dret a vot. Per a efectuar les seves tasques s'ha de coordinar amb els ajuntaments, per a intercanviar dades sobre l'empadronament dels residents espanyols.
Té 52 delegacions provincials, situades en cada capital de província més les ciutats autonòmiques.

## Seu

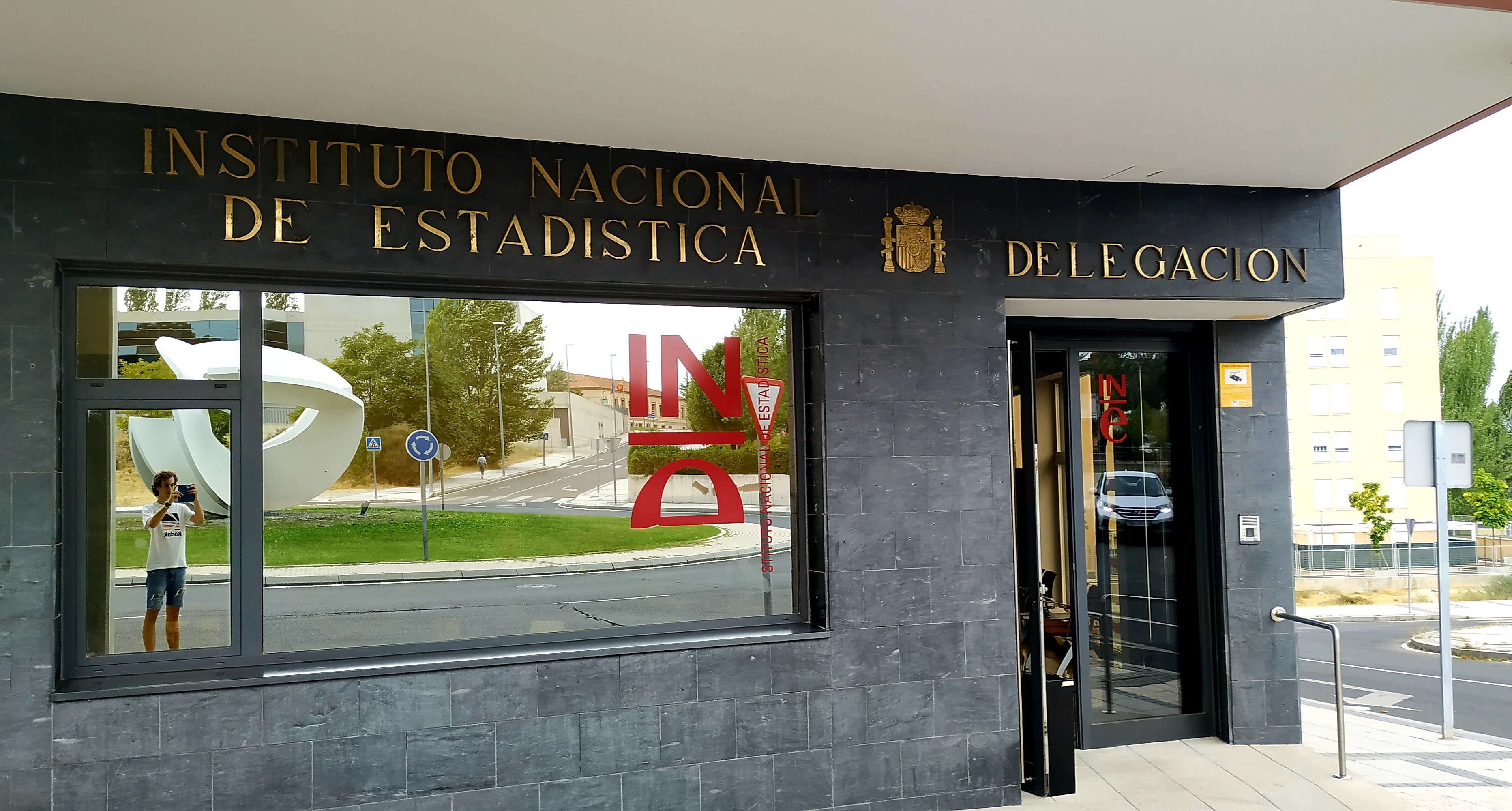
Delegació de l'INE a Segòvia

La seu principal de l'INE es troba al Passeig de la Castellana número 183 de Madrid, l'edifici es va construir el 1973. El 2004 es van iniciar uns treballs de millora i ampliació de les instal·lacions de la seu principal que van fer necessària una seu provisional, situada a l'edifici Torre Rioja, al carrer de Rosario Pino. El final d'aquestes obres va ser el 2007, estant ubicat de nou al passeig de la Castellana 181, en un colorit i remodelat edifici, a través d'una obra dels arquitectes César Ruiz-Larrea i Antonio Gómez, que van transformar completament l'aspecte original de color gris en un aspecte colorit, col·locant plafons de colors, amb xifres que van des del 001 fins al 058. Aquesta façana és una obra de l'escultor Cruz Novillo i s'anomena Diafragma Decafònic de Dígits.
L'INE també compta amb delegacions i Oficines del Cens Electoral a totes les capitals de província.

## Història
L'organisme espanyol més antic del que tenim documentació és la Comisión de Estadística del Reino establerta el 3 de novembre del 1856. El General Narváez, president del Consell de Ministres d'Isabel II, signa un decret pel qual es crea una comissió, formada per persones de reconeguda capacitat per a la formació de l'Estadística General del Reino.
El 21 d'abril del 1857, la comissió passa a denominar-se Junta d'Estadística i el seu primer treball és l'elaboració del Cens de Població. Un Decret del 12 de setembre del 1870, durant el govern provisional del general Serrano, crea l'Institut Geogràfic. Tres anys més tard, el 19 de juny del 1873, passa a denominar-se Institut Geogràfic i Estadístic, assumint així totes les tasques de recollida d'informació numèrica per l'Estat. El 1890 les estadístiques passen a dependre del Ministeri de Foment.
Un Decret de l'1 d'octubre del 1901 estableix la formació de les estadístiques oficials i la publicació d'aquestes. L'Institut Geogràfic i Estadístic es transforma en Direcció General i es creen departaments en els ministeris per completar la seva tasca. El 1921 es crea el Consell del Servei Estadístic, el qual és renovat el 1924. El 1928 passa a formar part del Ministeri de Treball i Previsió i el 1931 del Ministeri de Presidència.
Durant la Guerra Civil (1936-1939) va començar a funcionar el Servei Sindical d'Estadística en coordinació amb els Serveis d'Estadística de l'Estat, dins de l'anomenada zona nacional.
L'Institut Nacional d'Estadística va ser creat arran de la Llei del 31 de desembre de 1945, publicada al BOE del 3 de gener de 1946, amb la missió d'elaborar i perfeccionar les estadístiques demogràfiques, econòmiques i socials ja existents, la creació d'altres noves i la coordinació amb els serveis estadístics de les àrees provincials i municipals.
El 1964 s'instal·la a l'INE el primer ordinador. Es tracta d'un IBM 1401 de primera generació per al qual es forma un equip de quatre estadístics facultatius i deu tècnics. Als quatre anys següents s'aconsegueix que l'ordinador funcioni a ple rendiment. El 1970 s'instal·la un IBM 360/50, un dels més grans de l'administració espanyola del moment. Per la seva utilització es formen a deu facultatius i vint tècnics.
En el II Pla de Desenvolupament (1969-1972), es projecta la nova seu de l'INE, que queda acabada el 1972 i està situada al Passeig de la Castellana de Madrid. Fou reformada entre 2004 i 2008
El 9 de maig del 1989 es promulga la Llei de la Funció Estadística Pública que fa de l'Institut Nacional d'Estadística un organisme autònom potenciant les noves tecnologies estadístiques, la coordinació amb les Comunitats Autònomes, l'elaboració del Pla Estadístic Nacional i les relacions amb la Unió Europea en matèria estadística.
L'Estatut de l'Institut Nacional d'Estadística s'aprova per Reial decret 508/2001, l'11 de maig de 2001 (BOE 12-05-2001), assignant a l'Institut Nacional d'Estadística les funcions de coordinació general dels serveis estadístics de l'Administració General de l'Estat, la vigilància, control i supervisió de les competències de caràcter tècnic dels serveis estadístics estatals, i les altres previstes en la Llei 12/1989, de 9 de maig, de la Funció Estadística Pública.2019

## Sstema de les estadístiques
L'INE està realitzant treballs de tipus pilot per renovar les estadístiques. Part d'aquesta renovació es basa reduir les enquestes i suplir les reduccions utilitzant dades i registres administratius. Mitjançant aquesta renovació l'INE reduiria els costos, milloraria la qualitat de la informació i l'eficiència i no requeriria l'acció directa dels ciutadans.

### Futures dades i estadístiques previstes per l'INE
Amb la futura renovació de les estadístiques l'INE preveu obtenir dades dels preus dels productes amb dades de grans supermercats i amb la cerca de dades per internet (web scraping). També preveuen esbrinar quan gasten els turistes a Espanya mitjançant les dades de les targetes de crèdit.

## Estadística sobre la mobilitat dels espanyols
L'estadística comprèn la compilació de les dades de la mobilitat dels espanyols que són usuaris de les teleoperadores Movistar, Vodafone i Orange.
Per a la compilació l'INE realitzarà un rastreig dels mòbils mitjançant la informació del roamingiamb un sistema d'anonimització. La metodologia consistirà en la realització d'una divisió del territori nacional en unes 3.200 cel·les de mínim 5.000 habitants, de les quals se n'estudiarà la quantitat de terminals que hi ha a cada una en determinats moments del dia.
La compilació es realitzarà durant 8 dies del 2019 i 2020: els dies 18, 19, 20, 21 i 24 de novembre i el 25 de desembre del 2019 i els dies 20 de juliol i 15 d'agost del 2020. Els dies han estat seleccionats curosament per obtenir informació en dies laborables, caps de setmana, vacances i festius.

### Privadesa
Per a l'estudi s'ha afirmat respectar la normativa de privacitat de dades. L'INE només obté dades anònimes que comprenen el moviment dels terminals sense saber la identitat dels propietaris. L'INE ha recalcat que “l'estudi compleix tots els requeriments de la Llei de Protecció de Dades.” COMUNICADO
Tot i que l'INE ha garantit el secret estadístic, hi ha alternatives per als usuaris que prefereixen no donar aquestes dades. Per una banda les operadores Vodafone i Orange permeten que els usuaris decideixin si volen que es donin les seves dades de manera anònima. Vodafone dona aquesta opció mitjançant la desactivació d'un ajustament de l'app “Mi Vodafone” mentre que per decidir amb l'operadora Orange s'ha d'enviar un correu electrònic o postal.
Altres alternatives serien l'apagament dels dispositius i l'ús del mode avió.

## Estructura orgànica
L'estructura funcional consisteix en una presidència i dos direccions generals: la Direcció General d'Estadístiques de Població i Informació i la Direcció General d'Estadístiques Econòmiques i Recursos Humans.
La primera direcció general té les següents unitats: Subdirecció General de Censos i Padró, Subdirecció General d'Estadístiques Demogràfiques, Subdirecció General d'Estadístiques Socials, Subdirecció General d'Informàtica Estadística i Subdirecció General de Difusió Estadística.
La segona direcció general té les següents unitats: Subdirecció General de Comptes Nacionals, Subdirecció General d'Estadístiques, Serveis, Preus i Salaris, Subdirecció d'Estadístiques Industrials i Agràries, Subdirecció General de Mostreig i Recollida de Dades i Subdirecció General de Recursos Humans.
De la presidència depenen directament les següents unitats: Gabinet de Presidència, Subdirecció General de Gestió Pressupostària, Subdirecció General de l'Oficina del Cens Electoral, Subdirecció General de Coordinació i Planificació Estadística, Oficina de Relacions Internacionals i Escola d'Estadística de les Administracions Públiques.

## Funcionament
Cada desembre elabora el Balanç d'Activitats, que conté els projectes fets cada any. A la fi del mes de gener publica el Calendari de disponibilitat de les Estadístiques Cojunturals, en el qual s'indica les dates d'aparició de cada indicador cojuntural.

## Producció
Les estadístiques que elabora són:
- De caràcter mensual: l'Índex de Preus de Consum, Índex de Producció Industrial, Índex de Preus Industrials, Moviments de Viatjers a Establiments Hotelers, Transport de Viatgers, Enquesta de cojuntura de comerç al detall, Estadística de Declaracions de Fallida i Suspensió de Pagaments, Estadística de Societats Mercantils, Estadística d'Efectes de Comerç Tornats i Impagats, Estadístiques d'Hipoteques i Venda a Terminis.
- De caràcter trimestral: l'Enquesta de Població Activa, Enquesta de Salaris en la Indústria i els Serveis, Enquesta Contínua de Pressupostos Familiars i la Comptabilitat Nacional Trimestral d'Espanya.

### Indicadors
L'INE elabora mensualment l'índex de preus de consum (IPC) i l'IHPC. Altres indicadors econòmics que elabora l'INE són l'índex de vendes del comerç al detall, el preu del lloguer i estadístiques sobre la transacció i compravenda d'habitatges entre d'altres.
Entre els informes destaca l'enquesta d'estructura salarial elaborada cada quatre anys. Des d'octubre del 2008 publica l'índex de preus de l'habitatge (IPV).

### Censos de població
Per a l'obtenció de dades reals de població es du a terme un Cens de població. A Espanya es realitza al costat del cens d'habitatges amb una periodicitat de deu anys, per imperatiu legal. Entre els censos la informació poblacional s'obté dels procediments de gestió dels padrons municipals.
L'últim Cens de Població i Habitatges va ser realitzat el 2001, va tenir un pressupost de 27 mil milions de pessetes (una mica més de 162 milions d'euros), van participar-hi 40.000 persones, es van recórrer 21 milions d'adreces postals, visitant 13 milions de llars i prenent informació d'aproximadament 40 milions de persones.
Aquest cens va tenir importants innovacions: 
- Es van utilitzar, per primera vegada a la història, qüestionaris personalitzats per facilitar la seva complimentació, confeccionats gràcies a la informació del Padró Municipal d'Habitants.
- Per al tractament de la informació es van utilitzar tècniques informàtiques avançades que, per exemple, permetien digitalitzar 120 qüestionaris per minut. Accelerant el treball i permetent que cada municipi tingui la imatge del seu Padró Municipal.
- Ha estat el primer país del món en permetre la complimentació de qüestionaris censals per internet, via que van usar 13.818 llars per a l'emplenament dels seus qüestionaris.

## Serveis
El servei de publicacions publica en format imprés i electrònic (CD-ROM).
Les publicacions són: el Calendari de Disponibilitat de les Estadístiques Cojunturals, el Butlletí mensual d'estadístiques, el Butlletí trimestral de Cojuntura, la Col·lecció xifres INES i altres.
Altres serveis són la biblioteca, el servei d'informació i difusió, el servei de formació en metodologia i tècniques estadístiques (mitjançant l'Escola d'Estadística per a les Administracions Públiques) i les visites guiades i la sala d'exposicions artístiques.

## Directors generals i presidents
Fins a l'establiment de l'INE com a organisme autònom amb la Llei de la Funció Estadística Pública de 1989, l'INE era dirigit per un director general. A partir del 1989 el principal responsable de l'organisme ha estat la figura del president.
Des del 1946 fins al 1989 foren directors generals de l'INE:
- José Luis del Corral Saiz (1946-1946)
- Emilio Jiménez Arribas (1946-1953)
- Luis Ubach y García-Ontiveros (1953-1961)
- José Ros Jímeno -ad interin- (1961-1962)
- Francisco Torras Huguet (1962-1966)
- Alberto Cerrolaza Asenjo (1966-1971)
- Benito Martínez Echevarría (1971-1974)
- Jesús García Siso (1974-1974)
- Rafael Bermejo (1974-1976)
- Ricardo Torrón Duran (1976-1977)
- Andrés Fernández Díaz (1977-1977)
- Blas Calzada Terrados (1977-1979)
- José Montes Fernández (1979-1980)
- Ignacio Ballester (1980-1981)
- José Montes Fernández (1981-1982)
- Luis Ruiz Maya (1982-1986)
- Javier Ruiz Castillo (1986-1989)

Des del 1989 han estat presidents de l'INE:
- José Quevedo Quevedo (1989-1996)
- Pilar Martín-Gúzman (1996-2000)
- Carmen Alcaide Guindo (2000-2008)
- Jaume García Villar (2008-2012)
- Gregorio Izquierdo Llanes (2012-octubre 2018)
- Juan Manuel Rodríguez Poo (2018-2022)[13]
- Elena Manzanera Díaz (2022-)[14]